# Rigobert
Rigobert ist ein männlicher Vorname, der aber auch als Familienname vorkommt. 

## Varianten
Vor allem in romanischen Ländern findet die Form Rigoberto Verwendung. Die weibliche Form lautet Rigoberta.

## Herkunft und Bedeutung
Der Name stammt aus dem germanischen Sprachraum; seine beiden Bestandteile rigo von -rik/-rich = reich, stark, und -bert von berhta = leuchtend, strahlend, glänzend.

## Gedenktag
Der Namenstag für Rigobert ist der 4. Januar, der Gedenktag des Hl. Rigobert von Reims († 743), Abt des Benediktiner-Klosters Orbais.

## Namensträger

### Vorname

#### Rigobert
- Rigobert Bonne (1727–1794), französischer Mathematiker und Kartograph
- Rigobert Gruber (* 1961), ehemaliger deutscher Fußballspieler
- Rigobert Günther (1928–2000), deutscher Althistoriker
- Rigobert Song (* 1976), kamerunischer Fußballspieler und Fußballnationaltrainer

#### Rigoberto
- Rigoberto Cisneros Dueñas (* 1953), ehemaliger mexikanischer Fußballspieler
- Rigoberto Corredor Bermúdez (* 1948), Bischof des Bistums Pereira
- Rigoberto González (* 1970), mexikanisch-US-amerikanischer Schriftsteller, Dichter
- Rigoberto Lima Choc (* 1986 oder 1987; † 2015), guatemaltekischer Naturschützer und Lehrer
- Rigoberto López Pérez (1929–1956), nicaraguanischer Dichter
- Rigoberto Riasco (1952–2022), panamaischer Profiboxer
- Rigoberto Urán Urán (* 1987), kolumbianischer Radrennfahrer

#### Rigoberta
- Rigoberta Bandini (* 1990), spanische Popsängerin
- Rigoberta Menchú Tum (* 1959), guatemaltekische Menschenrechtsaktivistin

### Familienname
- Gale Rigobert, lucianische Politikerin
- Natacha Rigobert (* 1980), mauritische Volleyballspielerin

## Literarische Figur
Die geheimen Aufzeichnungen des Don Rigoberto ist ein satirisch-erotischer Roman des peruanischen Literatur-Nobelpreisträgers Mario Vargas Llosa aus dem Jahr 1997.